# Флаг Малайзии
Флаг Малайзии, известный под малайским названием Jalur Gemilang  («Славный полосатый») является символом государственности и суверенитета Малайзии и состоит из 14 чередующихся горизонтальных красных и белых полос равной ширины, представляющих 13 составляющих Малайзию государств (штатов) и федеральное правительство.
Тёмно-синий крыж в верхнем углу у древка доходит вниз до верха пятой красной полосы сверху, символизирует единство людей Малайзии и содержит изображение полумесяца, символизирующего ислам, официальную религию Малайзии. 14 лучей звезды означают единство 13 государств (штатов) с федеральным правительством. Жёлтый цвет является цветом правителей. Сочетание трех основных цветов — красного, белого и синего символизирует дружбу Малайзии с Великобританией и единство Малайзии со странами Содружества (брит.).

## Создание флага
Когда в июле 1947 года в британской коронной колонии Малайский Союз был опубликован проект конституции Малайской Федерации, подготовленный британскими властями после переговоров с малайскими правителями и представителями политических партий, в нём не было положений о флаге. Конституцией Малайской Федерации предусматривалась сохранение системы протектората Великобритании, правители признавались суверенами своих государств, вся полнота власти в Малайской Федерации сосредотачивалась в руках британского верховного комиссара, при котором с правом совещательного голоса действовали федеральные Законодательный и Исполнительный советы Малайской Федерации, а также Конференция правителей. Малайская Федерация была провозглашена британскими властями 1 февраля 1948 года также без наличия у нового государства флага — как и в большинстве других владений Великобритании британские власти в Малайе на суше использовали флаг Великобритании.
24 ноября 1949 года Конференция правителей в сотрудничестве с Федеральным Законодательным советом провела федеральный конкурс по созданию флага для Малайской Федерации. Победившим в конкурсе был признан проект флага, предложенный архитектором правительства Джохора Мохамедом бен Хамзой (малайск. Mohamad bin Hamzah).
В основу проекта был положен существовавший в XIX веке кормовой флаг кораблей и судов британской Ост-Индской компании, состоявший из чередующихся равновеликих горизонтальных красных и белых полос с флагом Великобритании в крыже. По числу штатов Малайской Федерации предлагался проект флага из 11 чередующихся горизонтальных равновеликих красных и белых полос, с изображением в синем крыже жёлтого полумесяца и жёлтой звезды с 11 лучами.

Британская Ост-Индская компания
Малайская Федерация (1950—1963)

В этот проект были внесены некоторые изменения и он был одобрен на совещании Конференции правителей 22 и 23 февраля 1950 года. 19 апреля 1950 года Федеральный Законодательный совет по докладу исполняющего обязанности главного секретаря совета утвердил проект флага и 19 мая 1950 года рисунок флага был утверждён королём Великобритании и Северной Ирландии Георгом VI. Впервые флаг Малайской Федерации был торжественно поднят 26 мая 1950 года над дворцом правителя Селангора в г.Куала-Лумпуре в присутствии представителей короля Великобритании, правителей малайских государств и членов их семей, британских и малайских должностных лиц.
Под этим флагом 31 августа 1957 года на стадионе «Независимость» (малайск. «Мerdeka») в г.Куала-Лумпуре была провозглашена независимость Малайской Федерации.
После объединения 16 сентября 1963 год а Малайской Федерации с Сингапуром, Сабахом (бывшее Британское Северное Борнео) и Сараваком в новое государство — Малайзию (в состав которой также планировалось включить Бруней) на флаг были добавлены три полосы (две белых и одна красная) и увеличено до 14 число лучей у звезды. Таким образом, число полос и число лучей стало символизировать 14 государств (штатов), входящих в состав Малайзии.
После выхода 9 августа 1965 года Сингапура из состава Малайзии её флаг остался без изменений (изменилась только трактовка его символики: вместо 14 штатов 14 полос и 14 лучей звезды стали олицетворять 13 штатов и федеральное правительство).
В ночь на 31 августа 1997 года, в 40-ю годовщину независимости, премьер-министр Малайзии доктор Тун Махатхир Мохамад Бен объявил собственное название для флага Малайзии — «Славный полосатый» (малайск. Gemilang Jalur).

## Использование флага
При подъёме (установке, вывешивании) флага Малайзии и флагов её штатов и территорий соблюдается следующая последовательность, установленная в соответствии с их перечислением в статье 70 Конституции Малайзии:
- 1. Флаг Малайзии
- 2. Флаг Кедаха
- 3. Флаг Паханга
- 4. Флаг Келантана
- 5. Флаг Джохора
- 6. Флаг Перака
- 7. Флаг Перлиса
- 8. Флаг Селангора
- 9. Флаг Негри-Сембилана
- 10. Флаг Тренгану
- 11. Флаг Саравака
- 12. Флаг Пинанга
- 13. Флаг Сабаха
- 14. Флаг Малакки
- 15. Флаги федеральных территорий[3]

## История

Кормовой флаг судов и катеров администрации коронной колонии Стрейтс Сетлментс (1874—1942)
Федерированные малайские государства (1896—1942)

## Похожие флаги

Флаг Либерии
Флаг США